# Розточки
Розто́чки — село Калуського району Івано-Франківської області. Входить до складу Витвицької сільської громади.

## Історія
Вперше Розточки згадуються в реєстрі подимного податку Жидачівського повіту 1662 р. В поголовному реєстрі 1677 р. Розточки названі присілком села Витвиця.
У 1939 р. в селі проживало 1170 мешканців (1145 українців, 5 латинників, 20 євреїв).

## Географія
Через село тече річка Розточка.

## Уродженці
- Василь Павлович Бартків —український політик. Народний депутат України 4-го скликання. Член Української народної партії;
- Григорій Васькович — один із засновників Товариства української студіюючої молоді ім. М. Міхновського, заслужений педагог;
- Ярослав Олександрович Гошовський — український науковець і педагог у галузі психології.